# Nancy
Nancy [nãsi:] (německy zastarale Nanzig) je město na východě Francie v departementu Meurthe-et-Moselle a regionu Grand Est. Žije zde přibližně 104 tisíc obyvatel, po Metách je druhým největším městem Lotrinska. Nancy je také pátým největším univerzitním městem Francie. Jeho tři náměstí jsou zapsána na Seznamu světového dědictví UNESCO.

## Historie
Od 11. století bylo Nancy hlavním městem vévodství lotrinského. První významnou historickou událostí byla bitva u Nancy, ve které při obléhání města a pokusu o jeho dobytí v roce 1477 padl burgundský vévoda Karel Smělý.

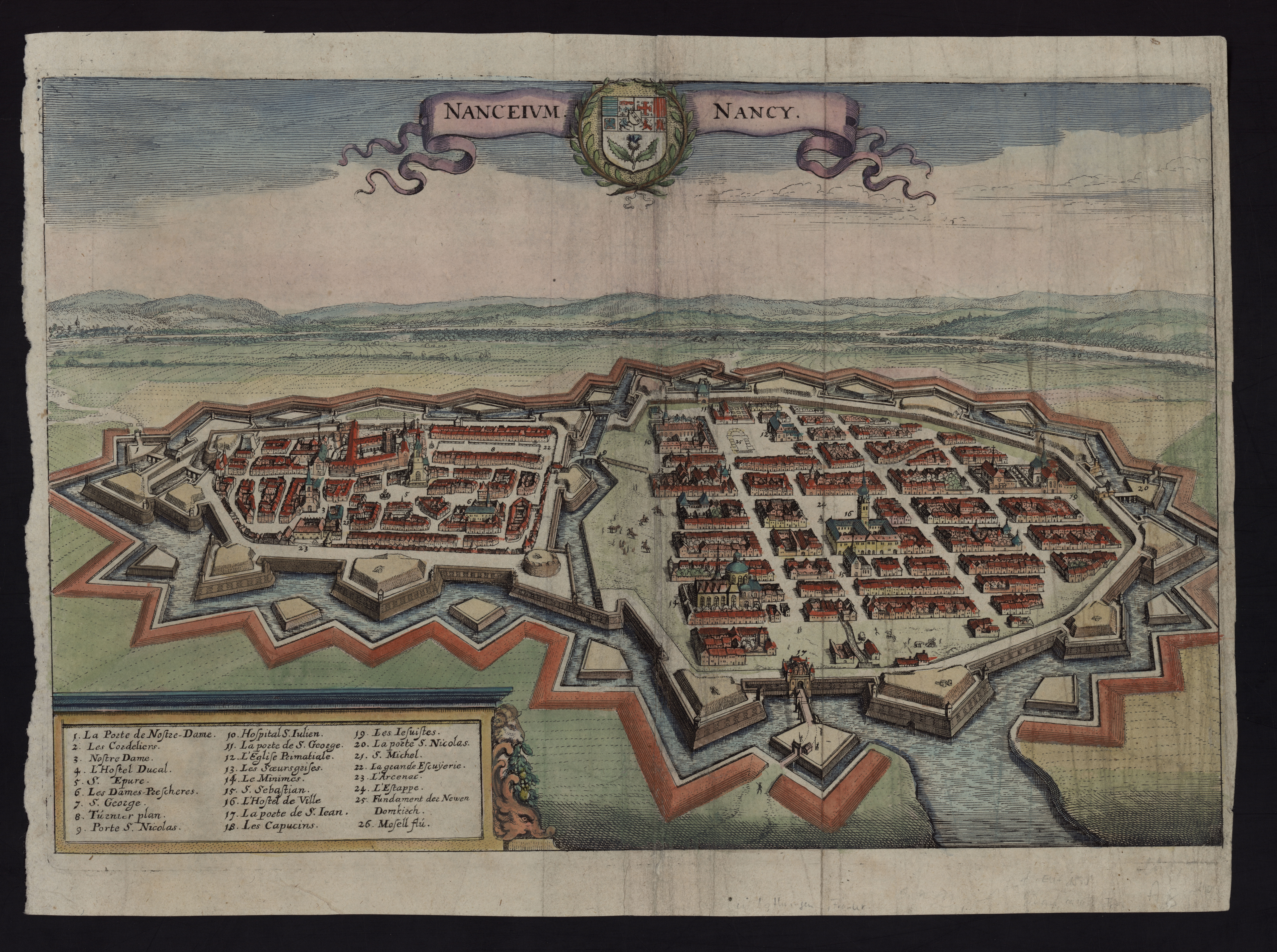
Staré a Nové město na Merianové plánu z roku 1645

Za vlády Karla III. a Leopolda se město dále rozšiřovalo. Zaujímalo také významnou pozici v oblasti kultury. Roku 1737 věnoval francouzský král Ludvík XV. vévodství lotrinské svému tchánovi a svrženému polskému králi Stanisławu Leszczyńskému. Ten nad zemí vládl jako osvícený panovník až do své smrti v roce 1766, kdy se vévodství vrátilo zpět pod francouzskou korunu.
Od roku 1778 je Nancy sídlem biskupství.
Po vzniku Německého císařství následkem prusko-francouzské války v roce 1871 zůstalo Nancy součástí Francie, na rozdíl od Alsaska a departementu Moselle s městy Štrasburk a Mety, které připadly Německu. Pro Nancy to znamenalo začátek zlaté éry, protože do něj z obsazených oblastí přišlo mnoho lidí, kteří odmítali přijmout německé občanství. Okolo roku 1900 se z Nancy do zbytku Francie začalo šířit secesní hnutí (francouzsky art nouveau). Jeho nejznámějšími představiteli zde byli Émile Gallé, Antonin Daum, Louis Majorelle, Victor Prouvé a Eugène Vallin. Ve městě se nacházela řada předních uměleckých dílen pracujících se sklem.
V průběhu první světové války bylo město mnohokrát cílem útoků německého dělostřelectva dlouhého dosahu, což způsobilo velké materiální škody.

## Památky
- Stanislavovo náměstí (francouzsky Place Stanislas), pojmenované po polském králi a lotrinském vévodovi Stanisławu Leszczyńském, jehož bronzová socha stojí uprostřed. Vzniklo v polovině 18. století jako spojnice mezi středověkým starým městem (Ville Vieille) a Novým městem (Ville Neuve)[3], zaniklé opevnění starého města reprezentuje gotická brána Porte de la Craffe, dominantou nového města je vítězný oblouk Arc Heré z let 1752-1756 na oslavu krále Ludvíka XV., po jeho stranách stojí dva páry bronzových bran se zlacenými mřížemi a kašnami se sousoším bohyně Amfitríty.
- Náměstí Place de la Carrière a Náměstí aliance (Place d'Alliance) projektoval architekt Emmanuel Heré v polovině 18. století a v roce 1983 byla pro svou historickou hodnotu zapsána na Seznam světového dědictví UNESCO.

### Stavby
- Palác lotrinských vévodů, pozdně gotická stavba s bohatou dekorací průčelí, nyní Lotrinské muzeum umění a historie
- Kostel sv. Františka (des Cordeliers) z let 1477–1487, jednolodní úzká a dlouhá stavba bez věže, pohřebiště lotrinských vévodů
- Tour de Saint-jean - Věž sv.Jana bývalé komendy johanitů
- Porte de la Craffe, pozdně gotická brána s barbakanem z roku 1463
- Barokní katedrála Notre Dame z let 1703–1742 s cennými varhanami (4194 píšťal) a 9 zvony; katedrální klenotnice
- Barokní kostel sv. Šebestiána, typická stavba lotrinského baroka, nyní ve správě jezuitů, významný obraz Mučednictví sv. Šebestiána namaloval Jean Le Clerc (1756)
- Novogotická bazilika Saint Epvre (svatého Apera z Toul) z poloviny 19. století
- Synagoga - klasicistní stavba z let 1787-1788

### Muzea
- Musée des Beaux-Arts -muzeum krásných umění, galerie světových mistrů (Caravaggio, Rubens, Manet, Modigliani)
- Musée de l’École de Nancy - muzeum lotrinské secese,
- Muzeum Emila Gallé, secesní sklo, keramika a užité umění
- Botanická zahrada v Montet, alpinum a kaple sv. Valérie

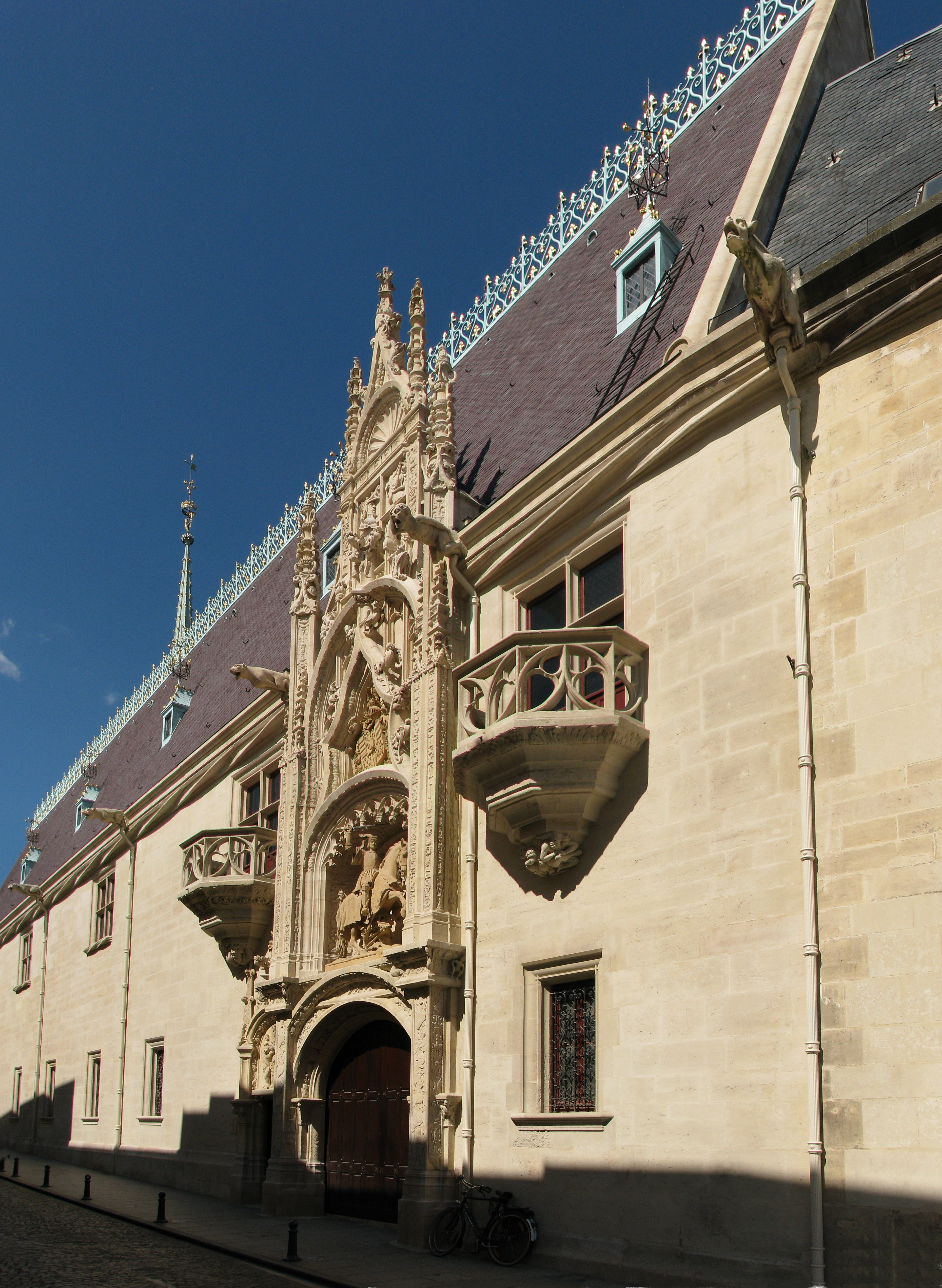
Palác lotrinských vévodů
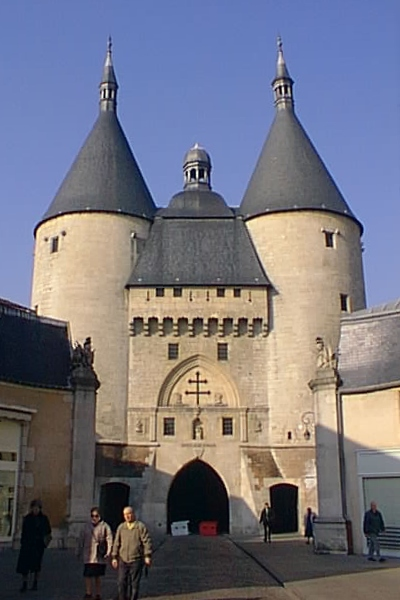
Porte de la Craffe
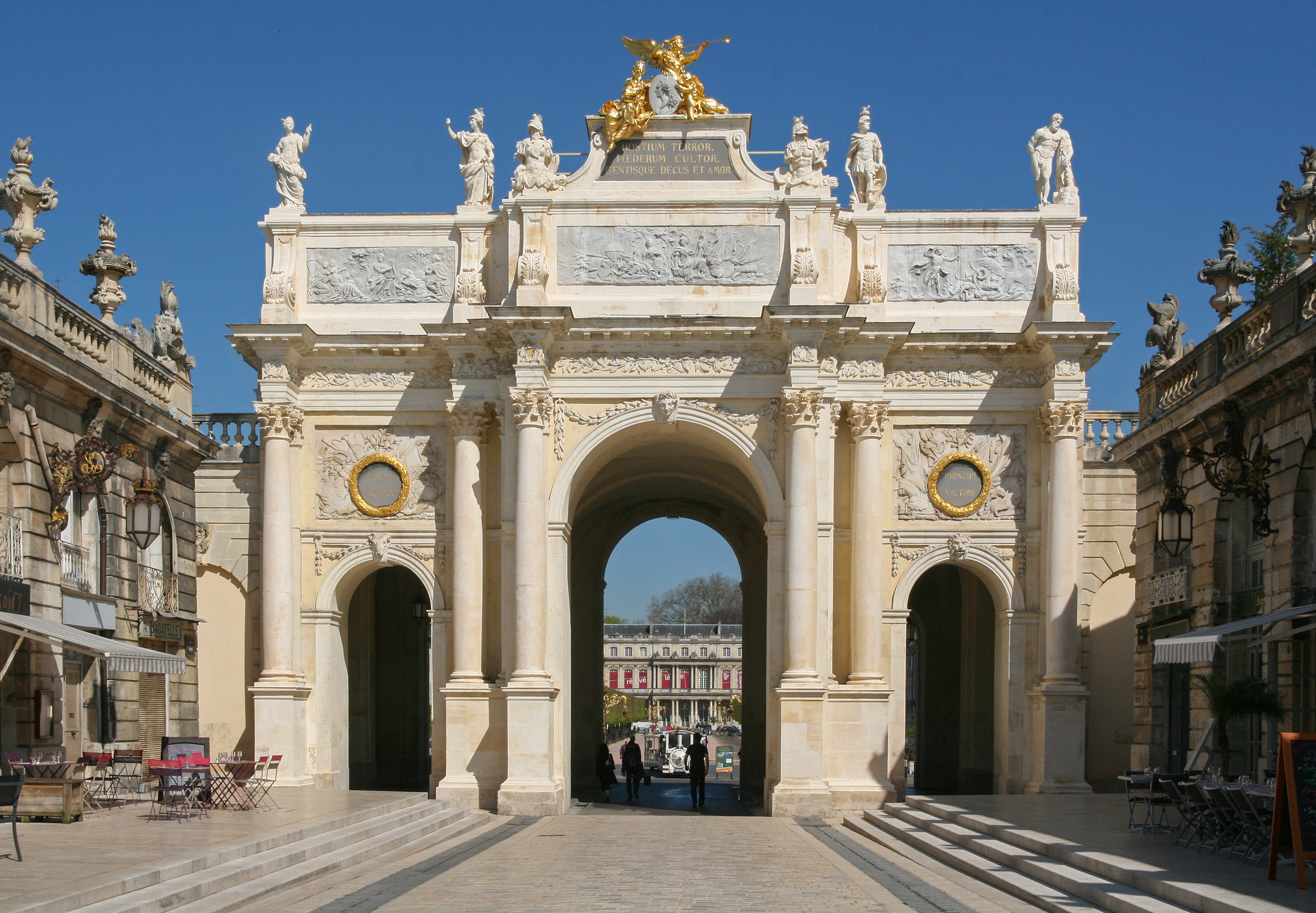
Arc Heré
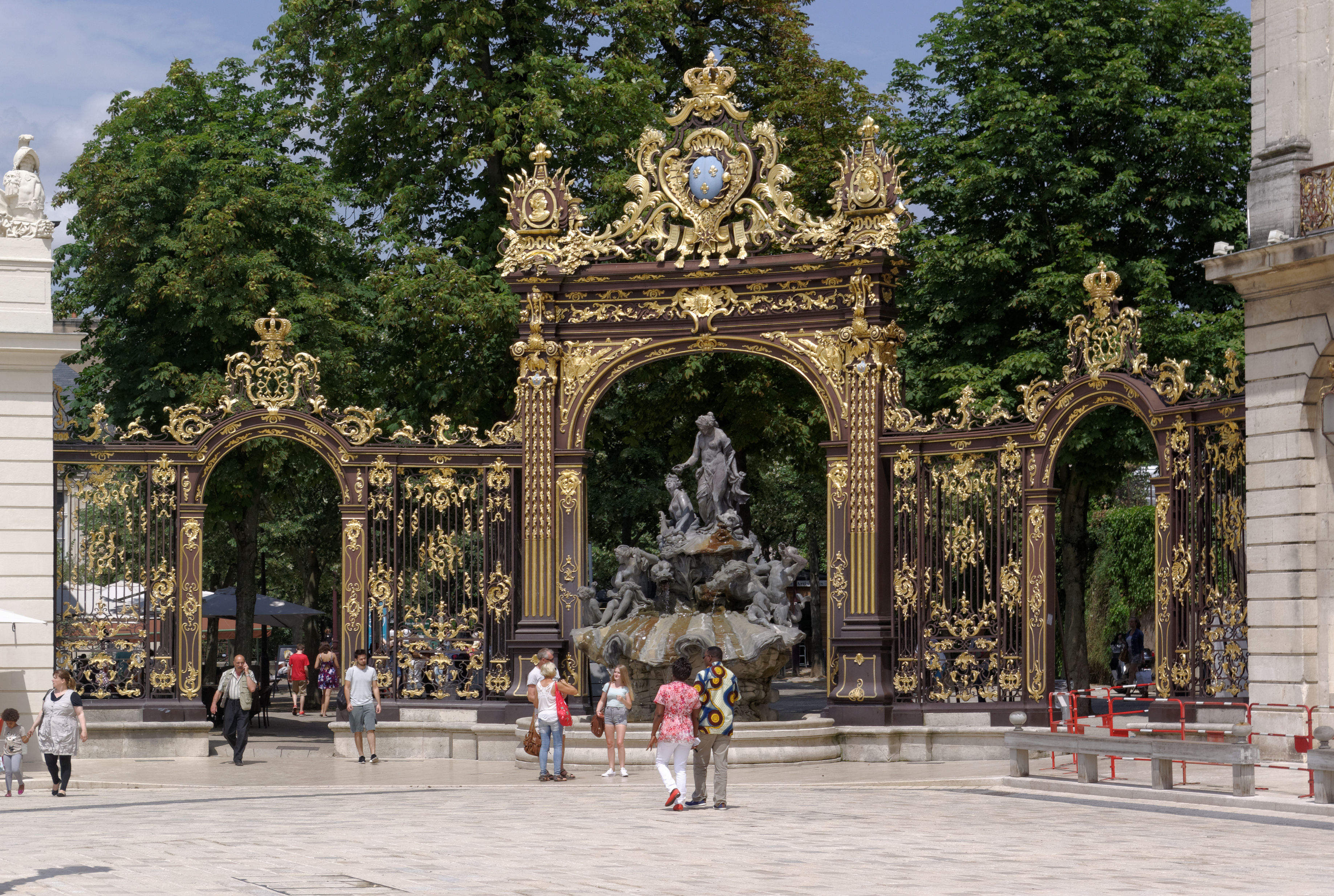
Brány parku s kašnou
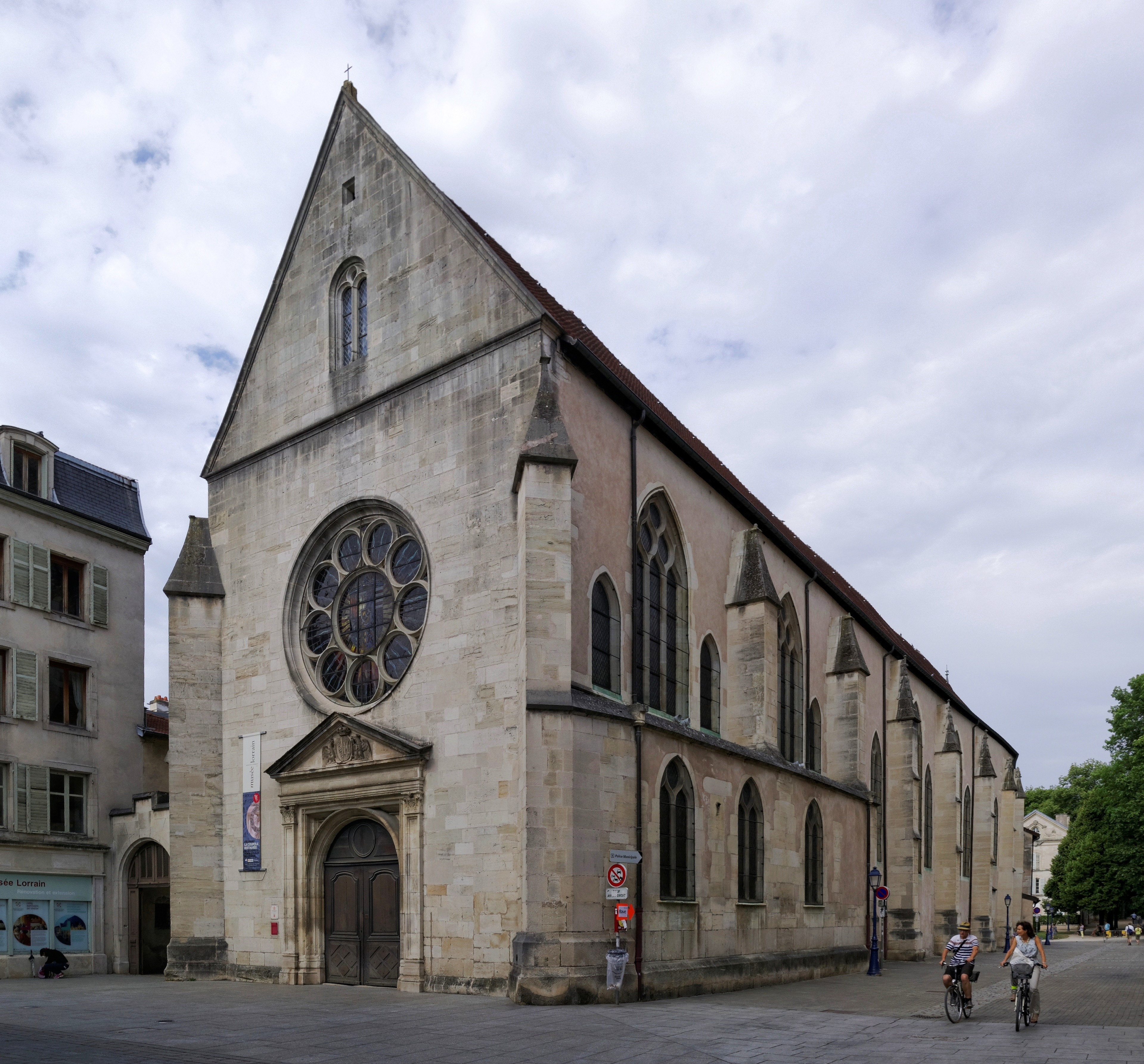
Kostel sv. Františka (Cordeliers)
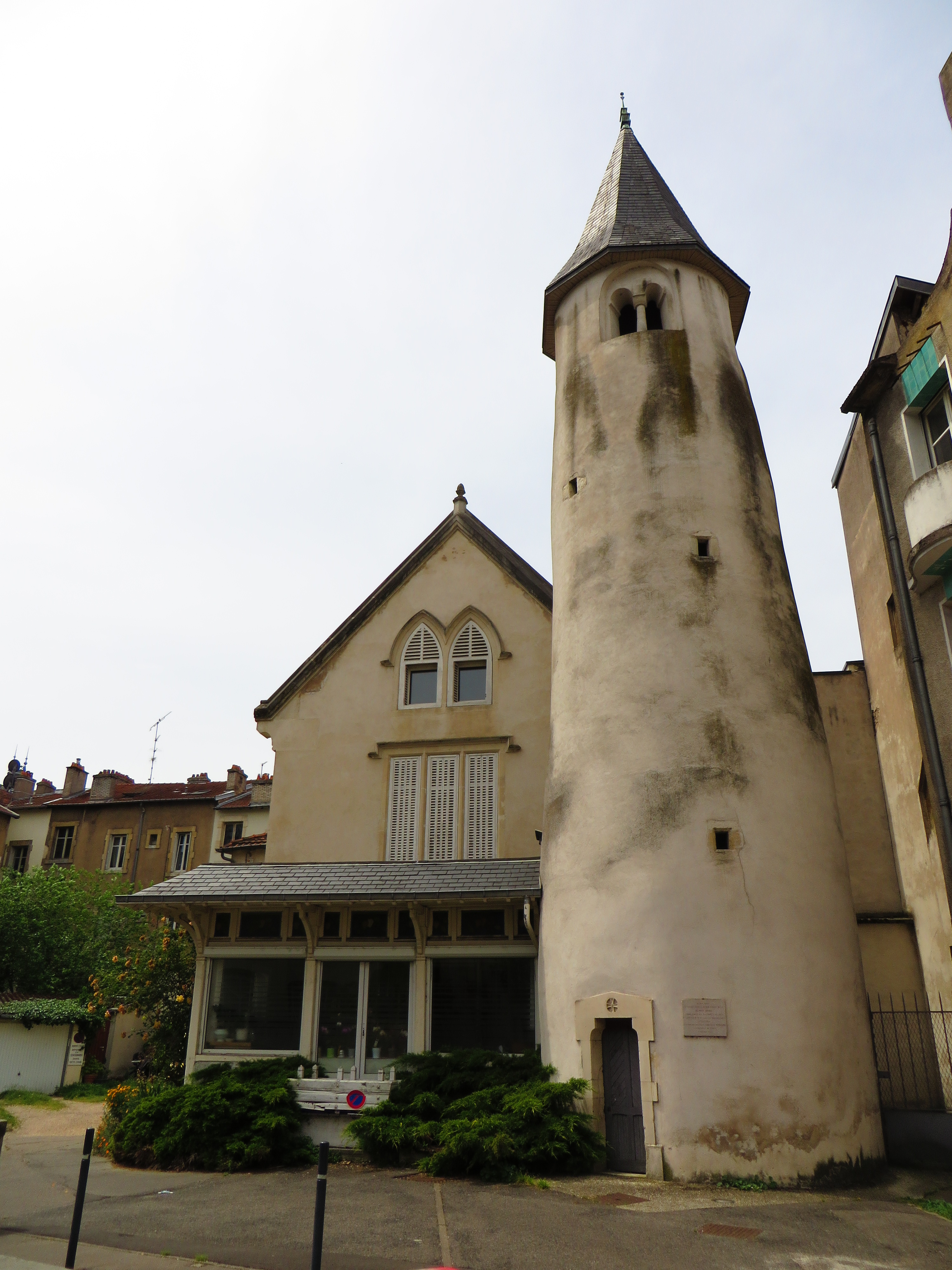
Věž a komenda johanitů
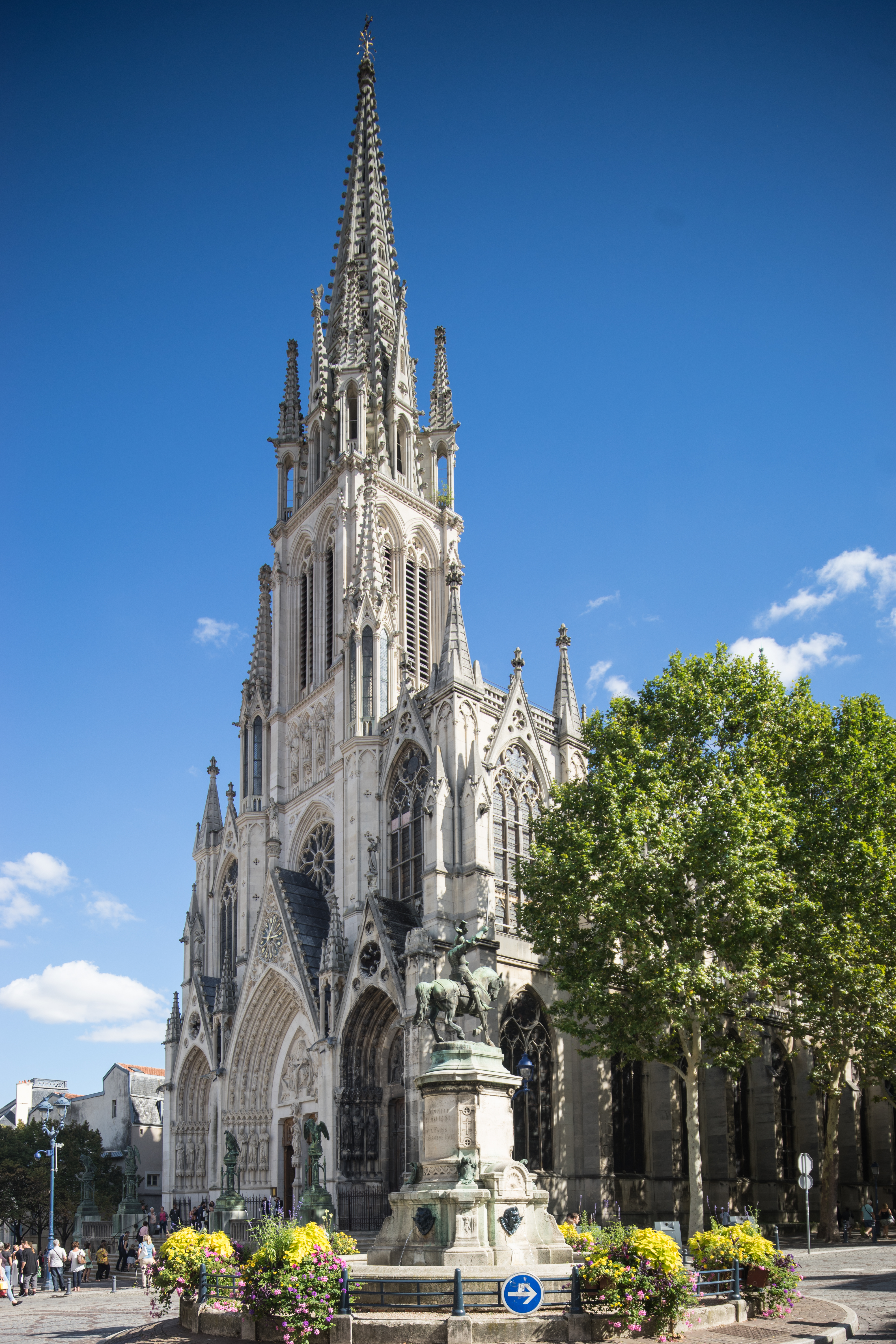
Bazilika sv. Apera
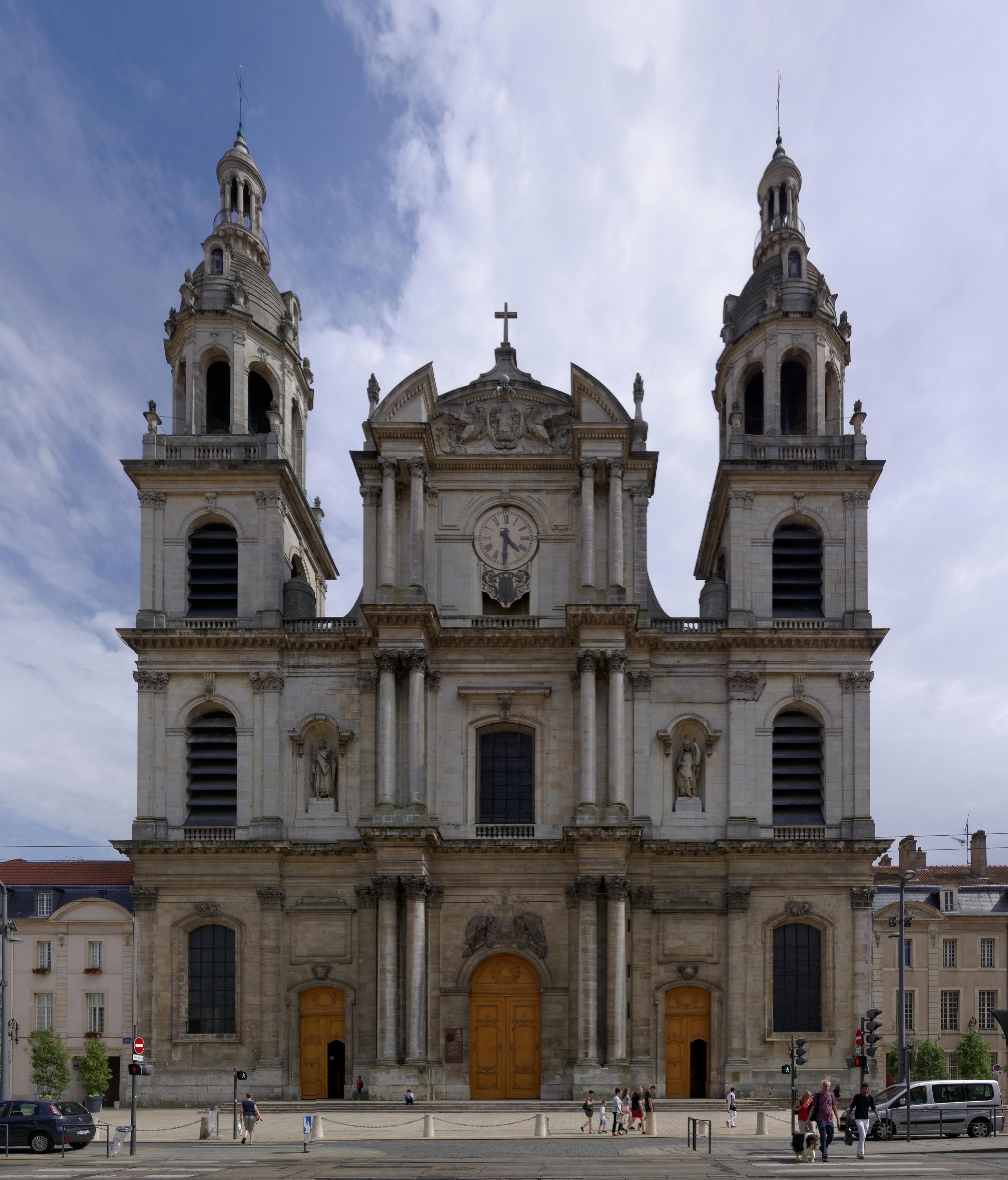
Katedrála Notre-Dame
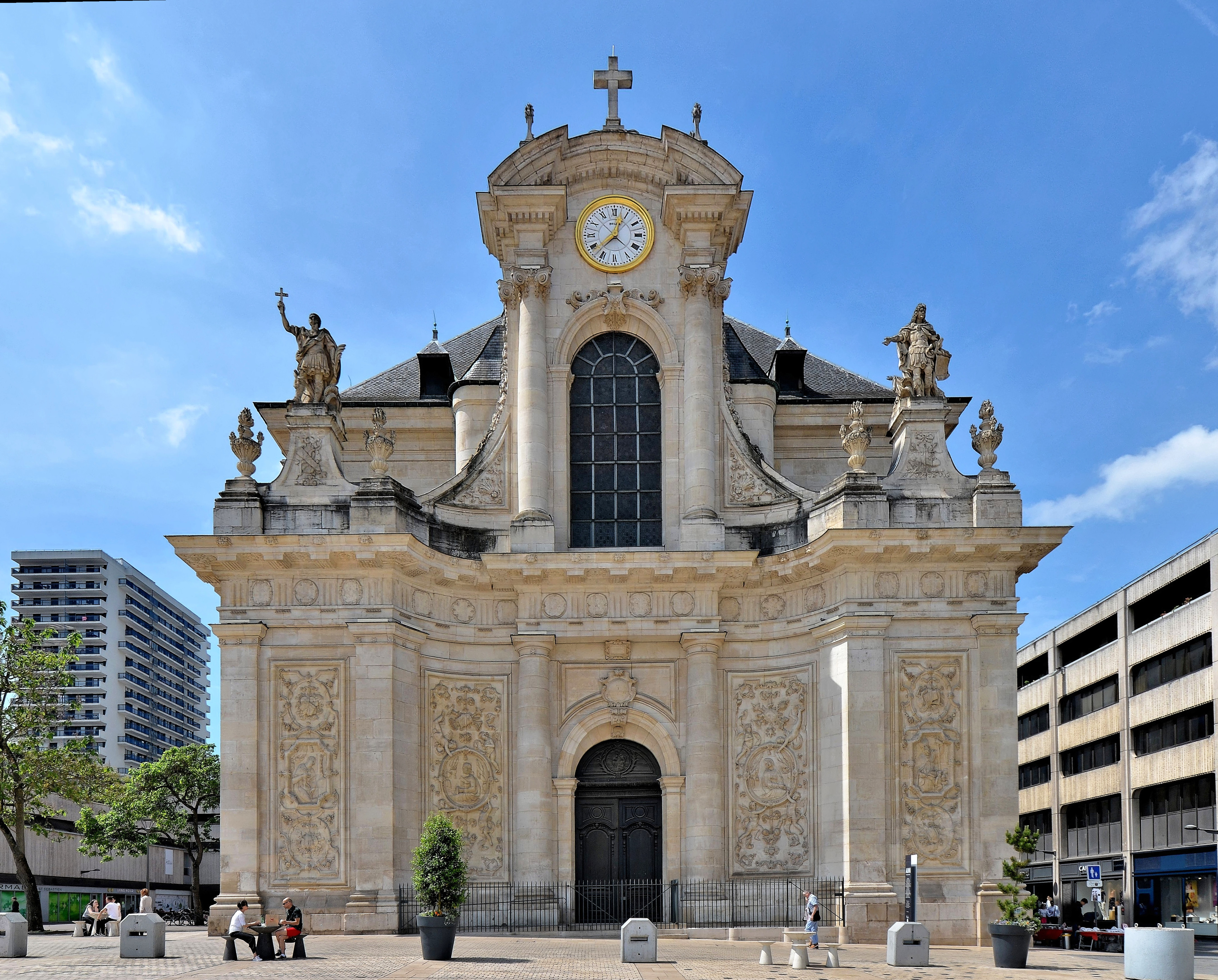
Kostel sv. Šebestiána
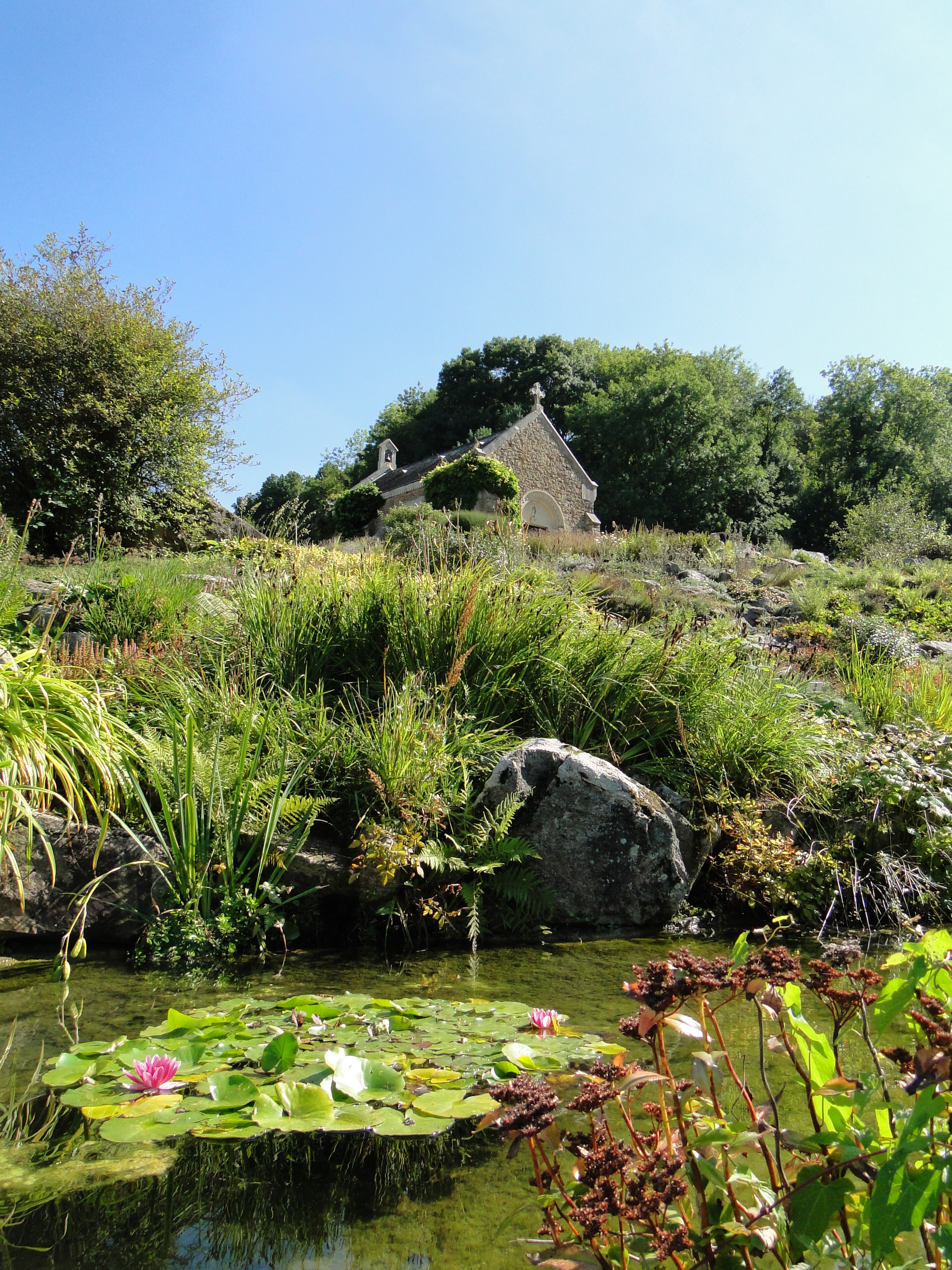
Botanická zahrada s kaplí

## Doprava
- Městský dopravní podnik STAN provozuje autobusovou dráhu a několik linek městských autobusů. Dopravní systém používá unikátní vozový park, je to spojení tramvaje, trolejbusu a autobusu v jediném tříčlánkovém vozidle. Vozidlo jezdí na pneumatikách a elektrický proud k pohonu odebírá z troleje jako trolejbus. Na převážné většině dráhy je však do země, v ose jízdního pruhu, zabudovaná kolejnice, po které jezdí ocelová kola s okolky na obou stranách a je tak zajištěno vedení vozů bez řízení řidičem. Kde kolejnice není, vozidlo jede jako trolejbus a kde není ani trolej vozidlo jede jako trolejbus s pomocným dieselovým motorem.[4] V r. 2021 byla schválena přestavba systému na klasický trolejbus (z důvodu nákladnosti tramvaje) s výhledem na přestavbu na tramvaj po r. 2030.

- Nancy leží při dálnici A31, která spojuje Lucemburk s Dijonem. Dálnice A33 zajišťuje spojení se Štrasburkem.
- Společně s Metami je Nancy obsluhováno železniční stanicí Gare de Lorraine rychlovlaků TGV a regionálním letištěm Mety-Nancy-Lotrinsko.

## Sport
Nancy je domovem fotbalového klubu AS Nancy-Lorraine.

## Vzdělávání
- Lotrinská univerzita patří mezi Grands établissements a sdružuje:
  - Univerzita Henri Poincaré (Université Henri Poincaré, UHP, také Nancy 1)[5]
  - Univerzita Nancy 2 (Nancy 2)[6]
    - European University Centre

  - Lotrinský národní polytechnický institut (Institut National Polytechnique de Lorraine, INPL)
    - Národní vyšší školy: dolů, chemického průmyslu (ENSIC), zemědělství a potravinářského průmyslu (ENSAIA), materiálového inženýrství (EEIGM), elektrotechniky a mechaniky (ENSEM), geologie (ENSG), průmyslových systémů (ENSGSI) a inženýrských věd a technologií (ESSTIN)

- Škola výtvarných umění Nancy
- Národní vysoká škola umění Nancy
- Škola architektury Nancy (ENSA)
- Škola informatiky a nových rechnologií (EPITECH)
- ICN Business School (Obchodní institut Nancy)
- Institut d'études politiques de Paris, Francouzsko-německý kampus Nancy[7]
- Středisko Nancy-AgroParisTech[8]
- Vysoká škola Roberta de Sorbon
- Francouzská národní škola lesnická, Nancy

## Zajímavosti
- Z Nancy do českých Klatov přinesl po napoleonských válkách roku 1813 rytmistr Volšanský semena hvozdíku zahradního (latinsky dianthus caryophyllus), ze kterého se mu tam podařilo vyšlechtit známý klatovský karafiát.[9]
- Na univerzitě v Nancy absolvoval v roce 1929 semestrální jazykové kurzy francouzštiny český spisovatel a překladatel Josef Heyduk.
- Na filozofické fakultě Université Nancy 2 se jako na jednom z šesti pracovišť ve Francii od roku 2001[10] konají pod vedením PhDr. Lenky Froulíkové kurzy českého jazyka a kultury.[11]
- V Nancy sídlí honorární konzulát České republiky.[12]
- Po městě je pojmenována planetka (9378) Nancy-Lorraine, objevená 18. srpna 1993.

## Osobnosti města

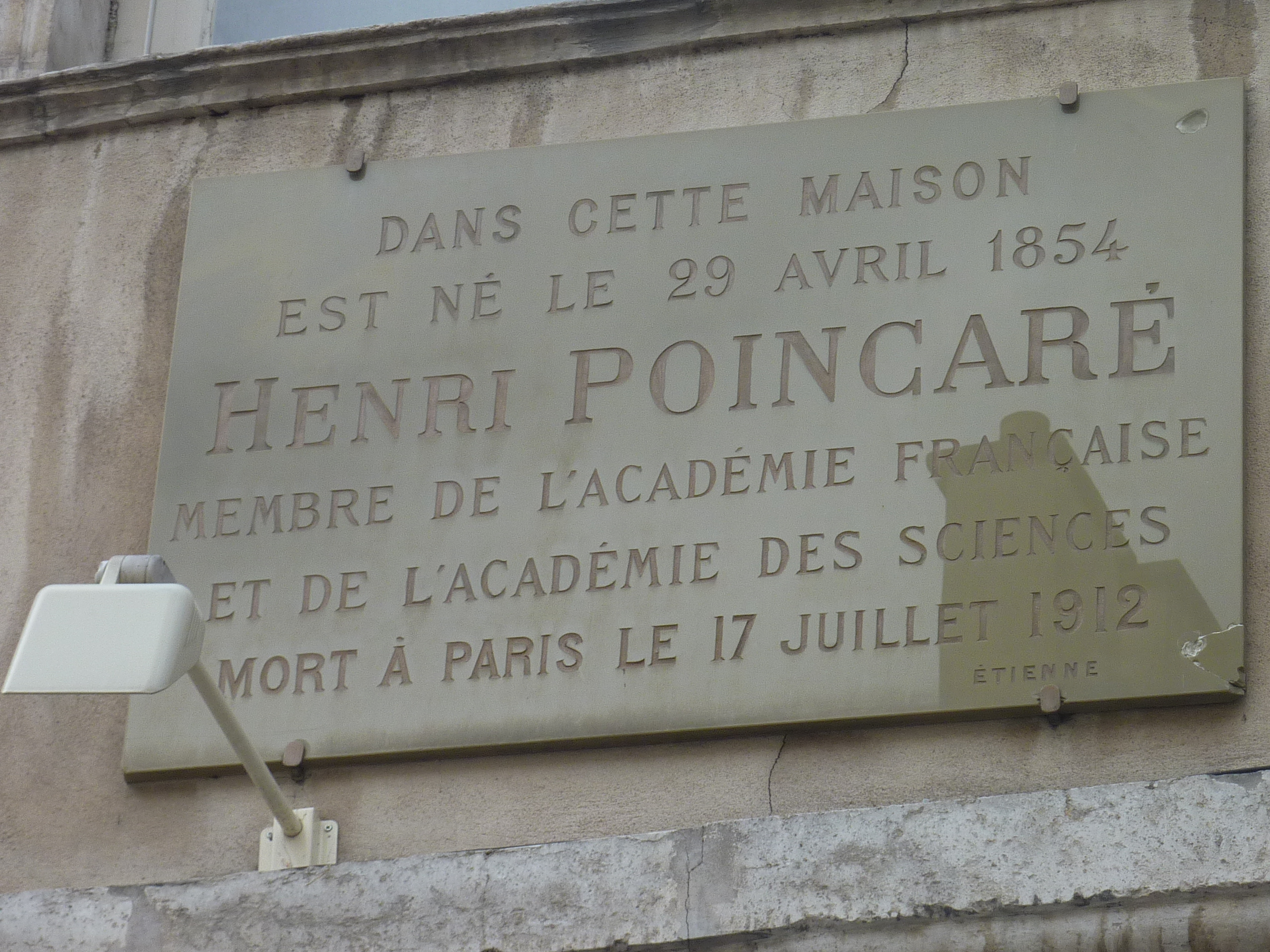
Pamětní deska na rodném domě matematika Henriho Poincaré na Grande rue v Nancy

- Kristina Lotrinská (1565–1637), velkovévodkyně toskánská
- František I. Štěpán Lotrinský (1708–1756), císař Svaté říše římské
- Grandville (1803–1847), kreslíř, ilustrátor a karikaturista
- Edmond de Goncourt (1822–1896), spisovatel, kritik, vydavatel, zakladatel “Prix Goncourt“
- Émile Gallé (1846–1904), umělec
- Henri Poincaré (1854–1912), matematik
- Lucien Febvre (1878–1956), historik
- Henri Cartan (1904–2008), matematik
- Pierre Schaeffer (1910–1995), hudební skladatel
- Éric Rohmer (1920–2010), filmový kritik, scenárista a režisér
- Virginie Despentes (* 1969), spisovatelka

## Partnerská města
- Cincinnati, Ohio, USA, 1991
- Kanazawa, Japonsko, 1973
- Karlsruhe, Německo, 1955
- Kirjat Šmona, Izrael, 1984
- Krasnodar, Rusko
- Lublin, Polsko, 1988
- Liège, Belgie, 1954
- Newcastle, Velká Británie, 1954
- Padova, Itálie, 1964